# Virginia Valli
Virginia Valli (nacida como Virginia McSweeney; Chicago, Illinois; 10 de junio de 1898-Palm Springs, California; 24 de septiembre de 1968) fue una actriz teatral y cinematográfica estadounidense cuya carrera se inició en el cine mudo y duró hasta los inicios del cine sonoro en los años 1930.

## Biografía
Empezó a actuar en Milwaukee con una compañía teatral. También hizo algunos trabajos en el cine para los Estudios Essanay, en Chicago en 1917. De vuelta al teatro, trabajó en él tres años más, hasta conseguir un papel principal en Hollywood con Bert Lytell. Para ese momento ella ya había adoptado el nombre de Virginia Valli.
Valli continuó apareciendo en películas a lo largo de la década. También llegaría a ser una estrella dentro de los Universal Studios a mediados de los años veinte. La mayor parte de sus películas tuvieron lugar entre 1924 y 1927. En 1925 Valli actuó en The Man Who Found Himself con Thomas Meighan. La producción se llevó a cabo en el estudio de Long Island, Nueva York. Entre esas películas destaca Paid To Love (1927), con William Powell, y Evening Clothes (1927), con Adolphe Menjou. 
Su primera película sonora fue The Isle of Lost Ships en 1929, pero su carrera cinematográfica no duraría mucho más al ir declinando su fama. Incapaz de encontrar unos estudios apropiados, filmó su última película con los estudios Tiffany, The Lost Zeppelin, en 1929. 
Valli estuvo casada con George Lamson y, en segundas nupcias en 1931, con el actor Charles Farrell, matrimonio que duró hasta la muerte de ella. Se trasladaron a Palm Springs, donde tuvo una intensa vida social durante años. Sufrió un accidente cerebrovascular en 1966, y falleció dos años más tarde, a la edad de 70. Fue enterrada en el Cementerio Welwood Murray de esa ciudad. No tuvo hijos.